# Próbaidő
A próbaidő a munkaviszony megszüntetéséhez kapcsolódó jogintézmény, amely a munkaviszony megszüntetése esetén a garanciális feltételek érvényesülését korlátozza.
A Munka Törvénykönyvének megfelelően munkáltató és munkavállaló a munkaszerződésben próbaidőt állapíthatnak meg. Ez általában a határozatlan idejű munkaszerződések esetében - ha nincs külön szabályozás - 90 nap. A próbaidő alatt egyéb következmények nélkül (akár indoklás nélkül is) bármely fél kezdeményezésére a munkaszerződés megszüntethető.

## A próbaidő célja, és jelentősége
A próbaidő célja, hogy mindkét fél meggyőződhessen arról, hogy a munkaviszony az elképzeléseiknek megfelelő-e. A munkavállaló arról, hogy a munkaköri feladatok és munkakörülmények a munkáltató által elmondottaknak valóban megfelelnek, és ő maga is képes a kritériumokat teljesíteni, a munkáltató pedig kockázatok vállalása nélkül a gyakorlatban győződhet meg a munkavállaló alkalmasságáról.
A kockázatokat a munkáltató számára a munkaviszony megszüntetésének garanciái jelentik. Ezek közül a próbaidő alatti megszüntetés esetén 
- nincs felmondási idő, ezért a munkáltatónak nem kell felmondási időre bért fizetni, a munkavállalónak pedig nem kell kitöltenie a felmondási időt
- a munkáltató részéről közölt megszüntetés esetén azt nem kell indokolnia
- nem vonatkoznak a munkáltatóra a felmondási tilalmak (pl. táppénz alatt is felmondhat)

## A próbaidő alkalmazása
A próbaidőt a felek a munkaszerződésben rögzíthetik, hossza 90 nap, aminél a felek a munkaszerződésben rövidebb vagy hosszabb időtartamban is megállapodhatnak. Ezek alapján:
- ha a munkaszerződés nem tartalmaz próbaidőt, akkor azt nem lehet alkalmazni
- ha a munkaszerződésben szerepel próbaidő, de nem állapodnak meg annak hosszáról, akkor a próbaidő harminc nap
- ha időtartamot is rögzítenek a szerződésben, akkor az 0-3 hónapig terjedhet.

Amennyiben a munkáltatónál van szakszervezet és kollektív szerződés, akkor az abban szereplő időtartam az az irányadó. A kollektív szerződésben a próbaidő hossza akár hat hónapra is növelhető.

## Amire a próbaidő alkalmazásánál figyelni kell
Próbaidőt kikötni csak a munkaszerződésben, és csak a munkaviszony létesítésekor lehet, utólag, a munkába lépést követően ezt már nem lehet megtenni. Az utólagos kikötés még a felek közös megegyezése esetén is érvénytelen lesz.
A próbaidő alatti azonnali, indoklás nélküli munkaviszony megszüntetést csak a próbaidő lejárta előtt lehet a munkavállalóval érvényesen közölni. Közöltnek akkor lehet tekinteni a megszüntetést, ha a munkavállaló azt kézhez vette (pl. táppénzen lévő munkavállalóval postai úton közölt megszüntetés esetén az átvétel dátumának kell a próbaidőn belül lennie).